# تأثير المفسد
في نظرية الاختيار الاجتماعي والسياسة، يحدث تأثير المُفسد عندما يؤثر مرشح خاسر على نتائج الانتخابات بمجرد مشاركته. تُعتبر قواعد التصويت التي لا تتأثر بالمُفسدين مقاومة للمُفسدين
تعتمد تكرارية وشدة تأثيرات المُفسدين بشكل كبير على طريقة التصويت. الاقتراع الفوري أو التصويت المرتب (RCV)، ونظام الجولتين (TRS)، وخاصة الفوز للأكثر أصواتًا (FPP) دون الانتخابات التمهيدية أو التصفية هي طرق حساسة للغاية لتأثيرات المُفسدين (على الرغم من أن RCV و TRS أقل حساسية في بعض الظروف)، وتتأثر جميعها بالضغط المركزي وتقسيم الأصوات. نادرًا ما تتأثر طرق الأغلبية (أو كوندورسيه) بتأثيرات المُفسدين، والتي تقتصر على حالات نادرة تُسمى الروابط الدورية. لا تخضع أنظمة الانتخاب التقليدية لنظرية استحالة آرو. يعتمد ما إذا كانت هذه الطرق مقاومة للمُفسدين على طبيعة المقاييس التقييمية التي يستخدمها الناخبون للتعبير عن آرائهم.
يمكن أن تحدث تأثيرات المُفسدين أيضًا في بعض طرق التمثيل النسبي، مثل التصويت الفردي القابل للتحويل (STV أو RCV-PR) وطريقة المتبقي الأكبر لتمثيل القوائم الحزبية، حيث تُسمى مفارقة الحزب الجديد. يؤدي دخول حزب جديد إلى الانتخابات إلى تحويل بعض المقاعد من حزب غير مرتبط إلى آخر، حتى إذا لم يفز الحزب الجديد بأي مقاعد. يتم تجنب هذا النوع من تأثيرات المُفسدين باستخدام طريقة أعلى المتوسطات والتصويت التقييمي النسبي.:Thm.8.3

## الدافع
في نظرية القرار، يُعتبر الاستقلال عن البدائل غير ذات الصلة مبدأً أساسيًا للاختيار العقلاني الذي ينص على أن القرار بين نتيجتين، أ أو ب، لا يجب أن يعتمد على جودة نتيجة ثالثة غير ذات صلة ج. يوضح نكتة شهيرة لسيدني مورغنبيسر هذا المبدأ:
رجل يقرر ما إذا كان سيطلب فطيرة التفاح أو التوت الأزرق أو الكرز قبل أن يستقر على التفاح. تخبره النادلة أن فطيرة الكرز جيدة جدًا ومفضلة لدى معظم العملاء. فيرد الرجل "في هذه الحالة، سآخذ التوت الأزرق."
جادل السياسيون وعلماء نظرية الاختيار الاجتماعي منذ فترة طويلة حول عدم عدالة تأثيرات المُفسدين. كان عالم الرياضيات والاقتصادي السياسي نيكولا دي كوندورسيه أول من درس تأثير المُفسدين في ثمانينيات القرن الثامن عشر.

### التلاعب من قبل السياسيين
أنظمة التصويت التي تنتهك استقلالية البدائل غير ذات الصلة تكون عرضة للتلاعب من خلال الترشيح الاستراتيجي. قد تنتج مثل هذه الأنظمة حافزًا للدخول، مما يزيد من فرص فوز مرشح إذا انضم مرشحون مشابهون إلى السباق، أو حافزًا للخروج، مما يقلل من فرص فوز المرشح.
بعض الأنظمة مشهورة بشكل خاص بسهولة التلاعب بها، مثل طريقة بوردا ‏، التي تُظهر حافزًا قويًا للدخول، مما يسمح لأي طرف "بتكرار طريقهم إلى الفوز" من خلال ترشيح عدد كبير من المرشحين. هذا أجبر دي بوردا على الاعتراف بأن "نظامي مخصص فقط للرجال الشرفاء"، مما أدى في النهاية إلى التخلي عنها من قبل الأكاديمية الفرنسية للعلوم.
أنظمة أخرى تُظهر حافزًا للخروج. تأثير تقسيم الأصوات في التصويت التعددي يوضح حافز الخروج القوي لهذه الطريقة: إذا ترشح العديد من المرشحين ذوي الآراء المتشابهة في الانتخابات، فإن أصوات مؤيديهم ستتشتت، مما قد يتسبب في فوز مرشح معارض موحد على الرغم من حصوله على دعم أقل. يشجع هذا التأثير مجموعات المرشحين المتشابهين على تشكيل منظمة للتأكد من أنهم لا يتدخلون في شؤون بعضهم البعض.

## حسب النظام الانتخابي
| النظام الانتخابي                    | تأثير المفسد |
| ----------------------------------- | ------------ |
| التصويت التعددي                     | عالي         |
| اقتراع على دورتين أو التصويت الفوري | متوسط        |
| طرق كوندورسيه ‏                      | منخفض        |
| التصويت التقييمي أو الوسيط الأعلى ‏  | يعتمد        |

أنظمة الانتخاب المختلفة لديها مستويات مختلفة من القابلية للتأثر بالمفسدين. بشكل عام، المفسدون شائعون في التصويت التعددي، وشائعون إلى حد ما في طرق الإعادة التعددية، ونادرون في الطرق الأغلبية ‏، ولديهم مستوى متغير من القابلية للتأثر بالمفسدين في معظم أنظمة الانتخاب التقليدية.

### التصويت التعددي للأولوية الأولى
في الحالات التي يكون فيها هناك العديد من المرشحين المتشابهين، تحدث تأثيرات المفسد غالبًا في التصويت التعددي للأولوية الأولى (FPP).[بحاجة لمصدر] على سبيل المثال، في الولايات المتحدة، تقسيم الأصوات شائع في الانتخابات التمهيدية، حيث يترشح العديد من المرشحين المتشابهين ضد بعضهم البعض. الغرض من الانتخابات التمهيدية هو القضاء على تقسيم الأصوات بين المرشحين من نفس الحزب في الانتخابات العامة من خلال ترشيح مرشح واحد فقط. في نظام الحزبين، تحول الانتخابات التمهيدية FPP بشكل فعال إلى نظام الجولتين.
تقسيم الأصوات هو السبب الأكثر شيوعًا لتأثيرات المفسد في FPP. في هذه الأنظمة، يؤدي وجود العديد من المرشحين المتشابهين أيديولوجيًا إلى تقسيم إجمالي أصواتهم بينهم، مما يضع هؤلاء المرشحين في وضع غير مؤاتٍ. هذا أكثر وضوحًا في الانتخابات حيث يجذب مرشح صغير أصواتًا بعيدًا عن مرشح رئيسي ذي سياسات مشابهة، مما يتسبب في فوز خصم قوي لكليهما.

### أنظمة الإعادة
طرق الإعادة التعددية مثل نظام الجولتين وRCV لا تزال تعاني من تقسيم الأصوات في كل جولة. هذا ينتج نوعًا من تأثير المفسد يسمى الضغط المركزي. مقارنةً بالتعددية بدون انتخابات تمهيدية، فإن إزالة المرشحين الضعفاء في الجولات الأولى يقلل من تأثيرهم على النتائج النهائية؛ ومع ذلك، تظل الانتخابات المفسدة شائعة مقارنة بالأنظمة الأخرى. نتيجة لذلك، يميل التصويت الفوري الإعادة نحو نظام الحزبين من خلال العملية المعروفة باسم قانون دوفرجر ‏. مثال بارز على ذلك يمكن رؤيته في سباق ألاسكا 2024 ‏، حيث ضغطت النخب الحزبية على المرشحة نانسي دالستروم ‏ للانسحاب لتجنب تكرار الانتخابات المفسدة لعام 2022 ‏.

### التصويت التنافسي (كوندورسيه)
نادرًا ما تحدث تأثيرات المفسد عند استخدام حلول التنافس، حيث يتم مقارنة المرشحين في مواجهات فردية لتحديد التفضيل النسبي. لكل زوج من المرشحين، هناك عدد للأصوات التي تفضل المرشح الأول في الزوج على الثاني. الجدول الناتج من الأعداد الزوجية يلغي إعادة توزيع الأصوات خطوة بخطوة، وهو عادةً ما يكون سبب المفسدين في الطرق الأخرى. هذه المقارنة الزوجية تعني أن المفسدين يمكن أن يحدثوا فقط عندما يكون هناك دورة كوندورسيه، حيث لا يوجد مرشح واحد مفضل على جميع الآخرين.
تشير النماذج النظرية إلى أن ما بين 90% و99% من الانتخابات في العالم الحقيقي لديها فائز كوندورسيه، وتم العثور على أول دورة كوندورسيه في انتخابات أمريكية مصنفة في عام 2021. بعض الأنظمة مثل طريقة شولز والأزواج المصنفة لديها ضمانات أقوى لمقاومة المفسدين التي تحد من المرشحين الذين يمكنهم إفساد الانتخابات بدون فائز كوندورسيه.:228–229

### التصويت التقييمي
تطلب طرق التصويت التقييمي من الناخبين تعيين درجة لكل مرشح على مقياس (مثل تقييمهم من 0 إلى 10)، بدلاً من سردهم من الأول إلى الأخير. الوسيط الأعلى ‏ والمتوسط الأعلى هما المثالان الأبرز لقواعد التصويت التقييمي. عندما يقيم الناخبون المرشحين بشكل مستقل، فإن التقييم الممنوح لمرشح واحد لا يؤثر على التقييمات الممنوحة للمرشحين الآخرين. أي مرشح جديد لا يمكنه تغيير الفائز في السباق دون أن يصبح هو الفائز نفسه، مما يجعله غير مؤهل لتعريف المفسد. لكي يحدث هذا، في بعض الانتخابات، يجب على بعض الناخبين استخدام أقل من قوتهم التصويتية الكاملة على الرغم من وجود تفضيلات ذات معنى بين المرشحين القابلين للفوز.
تعتمد نتيجة التصويت التقييمي على المقياس المستخدم من قبل الناخب أو المفترض من قبل الآلية. إذا استخدم الناخبون مقاييس نسبية، أي مقاييس تعتمد على المرشحين الذين يترشحون، فإن النتيجة يمكن أن تتغير إذا انسحب المرشحون الذين لا يفوزون. تشير النتائج التجريبية من بيانات اللوحة إلى أن الأحكام تكون على الأقل جزئيًا نسبية. وبالتالي، قد تُظهر الطرق التقييمية، كما تُستخدم في الممارسة، تأثيرًا مفسدًا ناتجًا عن التفاعل بين الناخبين والنظام، حتى إذا كان النظام نفسه يمرر IIA بمقياس مطلق.

### التمثيل النسبي
يمكن أن تحدث تأثيرات المفسد أيضًا في بعض طرق التمثيل النسبي، مثل التصويت الفردي القابل للتحويل (STV أو RCV-PR) وطريقة المتبقي الأكبر لتمثيل قائمة الأحزاب، حيث يُطلق عليها مفارقة الحزب الجديد. دخول حزب جديد في الانتخابات يتسبب في تحول بعض المقاعد من حزب غير مرتبط إلى آخر، حتى إذا لم يفز الحزب الجديد بأي مقاعد. يتم تجنب هذا النوع من تأثير المفسد من خلال طريقة أعلى المتوسطات والموافقة النسبية ‏.:Thm.8.3

## حملة المفسد

### الولايات المتحدة
حملة المفسد في الولايات المتحدة هي غالبًا حملة لا يمكنها الفوز بشكل واقعي ولكنها لا تزال تحدد النتيجة من خلال سحب الدعم من مرشح أكثر تنافسية. الحزبان الرئيسيان في الولايات المتحدة، الحزب الجمهوري والحزب الديمقراطي، فازا بشكل منتظم بـ 98% من جميع المقاعد على مستوى الولاية والفيدرالية. الانتخابات الرئاسية الأمريكية التي يتم الاستشهاد بها بشكل متسق على أنها أفسدت من قبل مرشحي الطرف الثالث هي 1844 و2000. الانتخابات 2016 أكثر إثارة للجدل حول ما إذا كانت تحتوي على مرشحين مفسدين أم لا. بالنسبة للانتخابات الرئاسية 2024، عمل المحامون والعاملون الجمهوريون على إبقاء أحزاب الطرف الثالث المائلة إلى اليمين مثل الحزب الدستوري خارج بطاقات الانتخابات في الولايات المتأرجحة بينما عملوا على إدراج كورنيل ويست في بطاقات الولايات المتأرجحة. ساعد الديمقراطيون بعض أحزاب الطرف الثالث المائلة إلى اليمين في الحصول على الوصول إلى البطاقات الانتخابية بينما تحدوا وصول أحزاب الطرف الثالث المائلة إلى اليسار مثل حزب الخضر. وفقًا لـأسوشيتد برس، فإن الجهود الجمهورية لدعم المرشحين المفسدين المحتملين في 2024 تبدو أكثر انتشارًا من الجهود الديمقراطية. يجادل باري بوردن ‏ بأنهم لا يملكون أي فرصة تقريبًا للفوز في انتخابات 2024 ولكنهم غالبًا ما يكونون مدفوعين بقضايا معينة.
مرشحو الطرف الثالث ‏ دائمًا ما يكونون مثيرين للجدل لأن أي شخص تقريبًا يمكن أن يلعب دور المفسد. هذا صحيح بشكل خاص في الانتخابات الضيقة حيث تزداد فرص تأثير المفسد. التصويت الاستراتيجي، الذي يكون سائدًا بشكل خاص خلال الانتخابات ذات المخاطر العالية مع الاستقطاب السياسي الشديد، غالبًا ما يؤدي إلى طرف ثالث لا يحقق أداءً جيدًا في استطلاعات الرأي مع الناخبين الذين يريدون التأكد من أن مرشحهم الأقل تفضيلاً لن يكون في السلطة. من المرجح أن تؤدي حملات الطرف الثالث إلى انتخاب المرشح الذي لا يريده ناخبو الطرف الثالث في البيت الأبيض. يفضل مرشحو الطرف الثالث التركيز على منصتهم بدلاً من تأثيرهم على المرشحين الرئيسيين.

### المفسدون غير المقصودين البارزين
المفسد غير المقصود هو الذي لديه فرصة واقعية للفوز ولكن يفشل ويؤثر على نتيجة الانتخابات. يعبر بعض مرشحي الطرف الثالث عن عدم الاكتراث بشأن الحزب الرئيسي الذي يفضلونه ودورهم المحتمل كمفسدين أو ينفون هذا الاحتمال.

#### انتخابات عمدة برلنغتون 2009
في انتخابات برلنغتون، أفسد كورت رايت المرشح الديمقراطي آندي مونتول في الجولة الثانية، مما أدى إلى انتخاب بوب كيس ‏، على الرغم من أن نتائج الانتخابات أظهرت أن معظم الناخبين فضلوا مونتول على كيس. يمكن استكمال نتائج كل انتخابات فردية محتملة على النحو التالي:
|  | آندي مونتول (ديمقراطي)   | 6262 (مونتول) – 591 (سيمبسون) | 4570 (مونتول) – 2997 (سميث) | 4597 (مونتول) – 3664 (رايت) | 4064 (مونتول) – 3476 (كيس) | 4/4 انتصارات                  |
|  | بوب كيس (تقدمي)          | 5514 (كيس) – 844 (سيمبسون)    | 3944 (كيس) – 3576 (سميث)    | 4313 (كيس) – 4061 (رايت)    | 3/4 انتصارات               | الفائز بجولة الإعادة المباشرة |
|  | كورت رايت (جمهوري)       | 5270 (رايت) – 1310 (سيمبسون)  | 3971 (رايت) – 3793 (سميث)   | 2/4 انتصارات                | مفسد لمونتول               | مفسد لمونتول                  |
|  | دان سميث (مستقل)         | 5570 (سميث) – 721 (سيمبسون)   | 1/4 انتصارات                |                             |                            |                               |
|  | جيمس سيمبسون (حزب الخضر) | 0/4 انتصارات                  |                             |                             |                            |                               |

هذا يؤدي إلى ترتيب تفضيل عام على النحو التالي:
1. مونتول – يهزم جميع المرشحين أدناه، بما في ذلك كيس (4,064 إلى 3,476)
2. كيس – يهزم جميع المرشحين أدناه، بما في ذلك رايت (4,313 إلى 4,061)
3. رايت – يهزم جميع المرشحين أدناه، بما في ذلك سميث (3,971 إلى 3,793)
4. سميث – يهزم سيمبسون (5,570 إلى 721) والمرشحين الكتابيين

لذلك كان مونتول مفضلاً على كيس من قبل 54% من الناخبين، وعلى رايت من قبل 56%، وعلى سميث من قبل 60%. إذا لم يترشح رايت، كان مونتول سيفوز بدلاً من كيس.
نظرًا لأن جميع الأصوات تم الإفراج عنها بالكامل، فمن الممكن إعادة بناء الفائزين تحت طرق تصويت أخرى. بينما كان رايت سيفوز تحت التصويت التعددي، فاز كيس تحت التصويت الفوري الإعادة، وكان سيفوز تحت نظام الجولتين أو الانتخابات التمهيدية الشاملة غير الحزبية. كان مونتول، بصفته المرشح المفضل بالأغلبية، سيفوز إذا تم عد الأصوات باستخدام الأزواج المصنفة (أو أي طريقة كوندورسيه أخرى).

#### انتخابات الكونغرس الخاصة في ألاسكا 2022
في أول انتخابات باستخدام التصويت الفوري الإعادة في ألاسكا، تم إقصاء نيك بيجيتش ‏ في الجولة الأولى لتأهيل ماري بيلتولا ‏ وسارة بالين. ومع ذلك، تُظهر المقارنة الزوجية أن بيجيتش كان الفائز بكوندورسيه ‏ بينما كانت بالين الخاسرة بكوندورسيه ‏ ومفسدة:
|         | بيجيتش | بيلتولا | بالين   |
| ------- | ------ | ------- | ------- |
| بيجيتش  | -      | 88,126  | 101,438 |
| بيلتولا | 79,486 | -       | 91,375  |
| بالين   | 63,666 | 86,197  | -       |

| الفائز  |       | الخاسر  | الفائز | الخاسر      |
| ------- | ----- | ------- | ------ | ----------- |
| بيجيتش  | مقابل | بيلتولا | 52.6%  | مقابل 47.4% |
| بيجيتش  | مقابل | بالين   | 61.4%  | مقابل 38.6% |
| بيلتولا | مقابل | بالين   | 51.5%  | مقابل 48.5% |

في أعقاب الانتخابات، وجد استطلاع أن 54% من سكان ألاسكا، بما في ذلك ثلث ناخبي بيلتولا، يدعمون إلغاء التصويت الفوري الإعادة. لاحظ المراقبون أن مثل هذه الحالات كانت ستحدث أيضًا تحت نظام الانتخابات التمهيدية السابق في ألاسكا، مما دفع العديد إلى اقتراح اعتماد ألاسكا لأي من البدائل العديدة دون هذا السلوك.

## روابط خارجية
- "Third-party voters face a tough choice in a tight election" (September 22, 2024) by الإذاعة الوطنية العامة